# Ray Tomlinson
Ray Tomlinson (født 23. april 1941, død 5. marts 2016) var en amerikansk programmør, opfinder af e-mail og brugen af snabel-a i email-adresser.
Ray Tomlinson var siden 1967 ansat som programmør hos firmaet BBN i Cambridge, Massachusetts i USA. BBN vandt i 1969 opgaven med at udvikle arpanet, forgængeren for Internet, og Tomlinson var én af programmørerne i projektet. I slutningen af 1971 arbejdede Tomlinson på to opgaver: SNDMSG (send message), et system der gjorde det muligt for brugere af samme computer at give beskeder til hinanden (en slags email på én computer), og CYPNET, et program til at flytte filer fra én computer til en anden.
Tomlinson fik den ide, at han kunne kombinere SNDMSG og CPYNET og derved gøre det muligt at sende beskeder til brugere af andre computere. E-mail var født.
Da Tomlinson havde fundet på at sende e-mail mellem maskiner, måtte han finde på en måde at skrive en e-mail-adresse, hvor det fremgår, hvilken bruger og hvilken computer e-mail skal sendes til. Tomlinson fandt på at bruge snabel-a til formålet, som i Ray@BBN. Tomlinson hævder, at det tog ham 30-40 sekunder at vælge snabel-a. I dag, mange år senere, bruger millioner af mennesker Tomlinsons notation hver dag.